# Église Saint-Maclou de Wattrelos
L'église Saint-Maclou est une église catholique de Wattrelos dans le département du Nord. C'est l'une des cinq églises de l'unique paroisse de Wattrelos et la seule à appartenir à la municipalité, puisqu'elle a été construite en 1877-1882 avant la loi de 1905. Elle dépend du doyenné de Roubaix du diocèse de Lille.

## Historique
Cette église dédiée à saint Maclou (saint Malo) a été construite en 1877-1882 par l'architecte tourquennois Charles Maillard. Elle remplace une ancienne église dédiée à la sainte Trinité à moitié détruite en 1556, pendant la Journée des Gueux, par un incendie et rénovée en 1621. Devenue trop petite et en ruines, elle est démolie dans les années 1870. L'église actuelle est en briques de style néo-roman avec des encorbellements de pierre calcaire. Elle est restaurée une première fois en 1977. L'église a été fermée pendant deux ans pour travaux de rénovation des plafonds intérieurs de 2006 à 2008. Une autre phase de travaux - extérieurs - programmée sur trois ans s'ouvre à l'automne 2017.

## Architecture
L'église est en forme de croix latine. Elle est surmontée au-dessus du portail d'un haut clocher coiffé d'une flèche recouverte d'ardoises et flanqué de deux petites tourelles hexagonales. Son tympan sculpté est fort original, présentant le Christ en gloire bénissant dans une mandorle avec des volutes de fleurs. 

## Vitraux
Les vitraux sont du Lillois Haussaire. 

## Mobilier
Le maître-autel, remarquable, est en marbre de Carrare. Il a été réalisé par Modeste Verlinden et a été exposé lors de l'Exposition Universelle d'Anvers en 1885.  

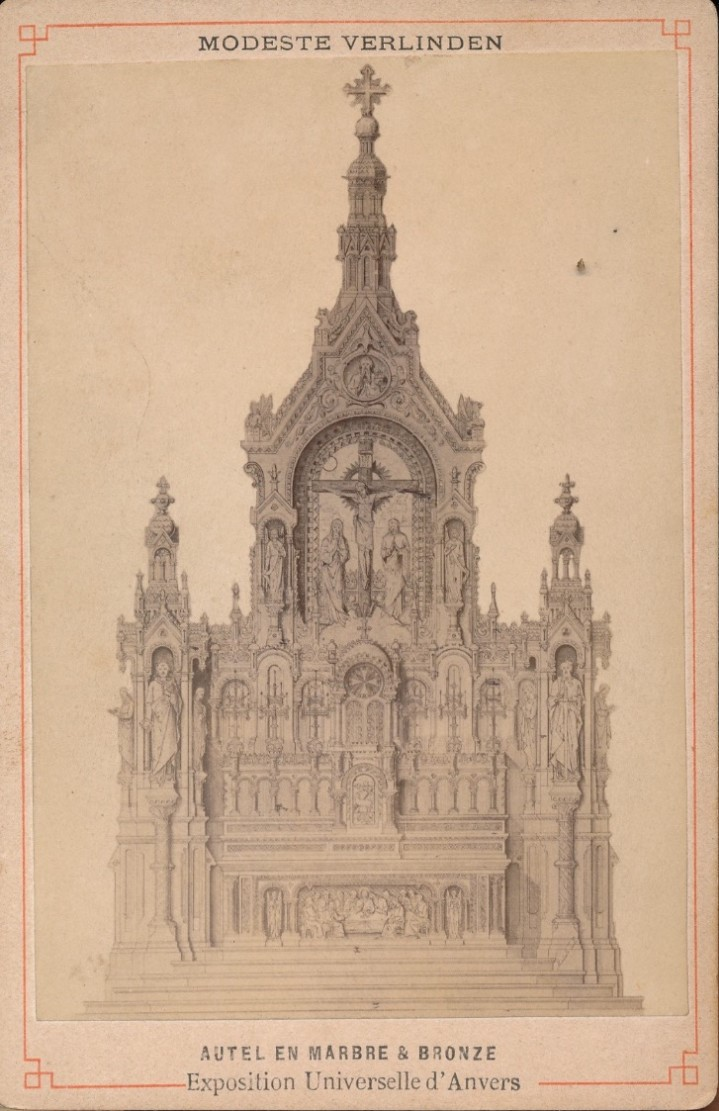
Maître-autel sur la carte de visite de Modeste Verlinden, distribuée lors de l'Exposition Universelle d'Anvers

La chaire en bois est de Gustave Pattein. 